# Franciszek Antoni Aleksandrowicz
Franciszek Antoni Aleksandrowicz herbu własnego (zm. przed 1797 rokiem) – kasztelan lidzki w 1793 roku, marszałek powiatu lidzkiego w latach 1783–1793, podkomorzy lidzki w latach 1768–1783, chorąży lidzki w latach 1752–1768, cześnik lidzki w latach 1744-1752, wójt lidzki od 1744 roku.
Poseł na sejm nadzwyczajny 1750 roku z powiatu lidzkiego. Poseł na sejm 1766 roku z powiatu lidzkiego.
W 1792 roku odznaczony Orderem Orła Białego, w 1774 roku został kawalerem Orderu Świętego Stanisława